# Sint-Antoniuskapel (Meijel)

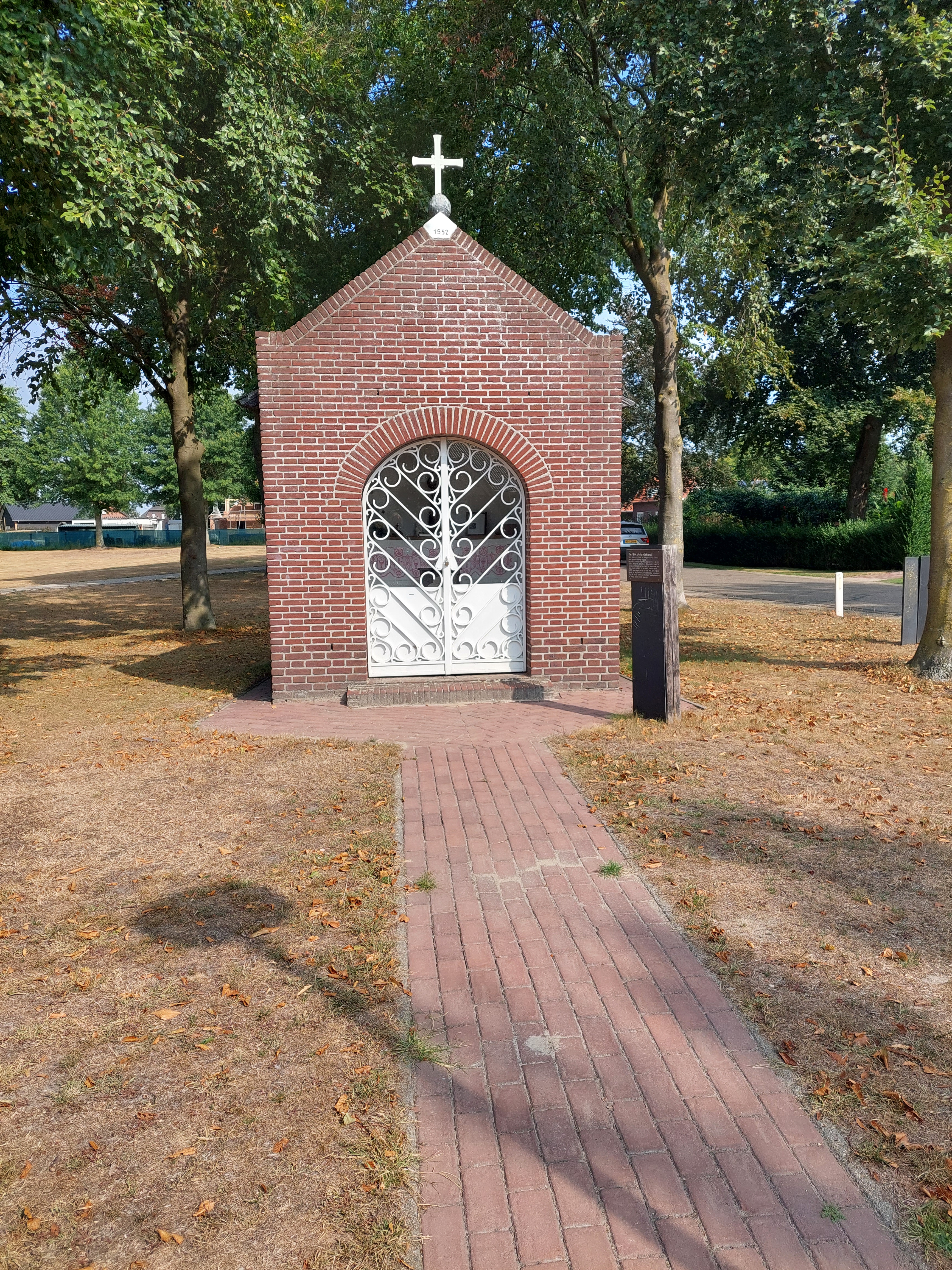
Sint-Antoniuskapel (Meijel)

De Sint-Antoniuskapel is een kapel in Meijel in de Nederlandse gemeente Peel en Maas. De kapel staat op de hoek van de straten Berkenheg en Hof in het noordwesten van het dorp.
Op ongeveer 600 meter naar het zuiden staat de Heilige-Familiekapel en op krap 1400 meter naar het zuidoosten staat de Sint-Annakapel.
De kapel is opgedragen aan de heilige Antonius van Padua.

## Geschiedenis
Sint-Antonius was reeds rond 1400 een heilige die in Meijel werd aanbeden en had sinds ongeveer 1650 in de parochiekerk een eigen altaar. Ook was er een kapel gewijd aan deze heilige op de Hof. Deze kapel werd door oorlogsgewelf in de Tweede Wereldoorlog verwoest.
In 1952 werd in opdracht van Antoon Verdeuzeldonk door T. van Bree op de plaats van de oude kapel een nieuwe kapel gebouwd.

## Gebouw
De bakstenen kapel is opgetrokken op een rechthoekig plattegrond en wordt gedekt door een zadeldak van leien. In de zijgevels is een klein rondboogvenster aangebracht. De frontgevel is een puntgevel met schouderstukken die boven het dak uitsteekt en op de top staat een wit geschilderd ijzeren kruis op een bol. In de frontgevel bevindt zich de rondboogvormige toegang tot de kapel die wordt afgesloten met een wit geschilderd dubbel sierhek.
Van binnen is de kapel wit gestuukt en tegen de achterwand is een hoog altaar aangebracht. Op het altaar staat een beeld van de heilige Antonius van Padua die de heilige toont in een bruine pij met op zijn linkerarm het Christuskind.